# 난창고사우루스

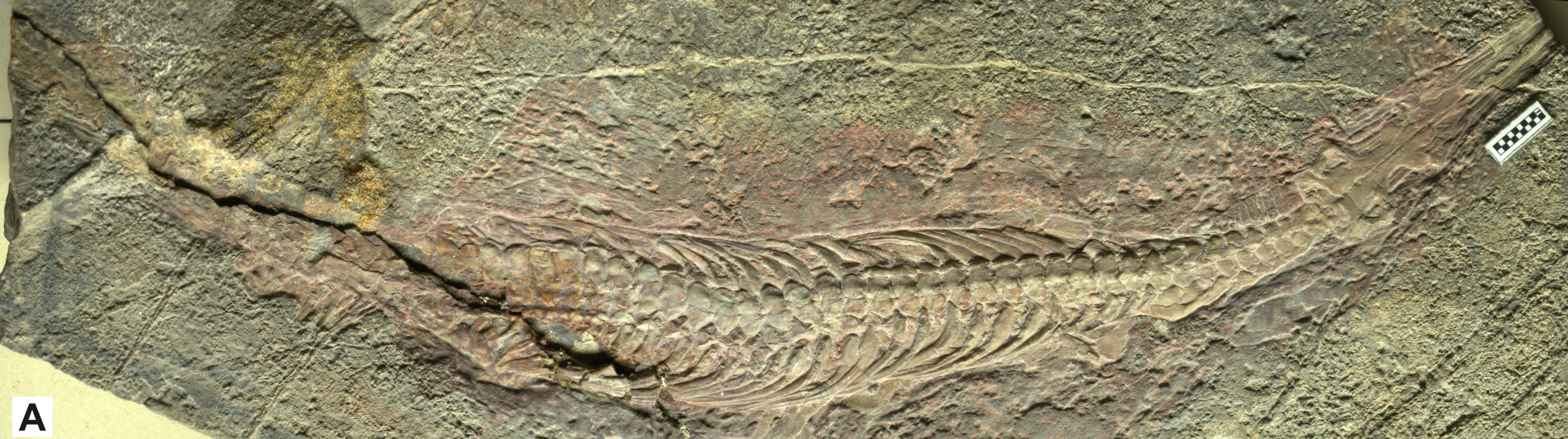

난창고사우루스(학명:Nanchangosaurus suni)는 어룡목 이크티오사우루스과에 속하는 어룡이다. 지금은 멸종된 종으로 몸길이가 3m인 거대한 종에 속한다.

## 특징
난창고사우루스는 긴 턱과 방추형의 몸매를 가지고 있으며 수영에 적합한 긴 꼬리를 가진 것이 특징이다. 현생의 고래와 돌고래와도 비슷한 모습을 하고 있으며 긴 주둥이에 나 있는 이빨들은 마치 악어와 비슷한 모습의 이빨을 가지고 있었다. 무거운 갑피와 단단한 능선의 가시로 무장되어 있었으며 이릍 통해 당시에 자신의 천적들을 방어했던 것으로 보인다. 두개골은 틈새를 볼 때에 대체적으로 다른 어룡들에 비해 확연히 다른 난창고사우루스만의 독특한 특징을 가지고 있다. 먹이로는 당대에 서식했던 어류와 수생 무척추동물을 주로 섭이했을 육식성의 포식자로 추정되는 종이다.

## 생존시기와 서식지와 화석의 발견
난창고사우루스가 생존하던 시기는 중생대의 트라이아스기로 지금으로부터 2억 4500만년전~2억 2200년전에 생존했던 종이다. 생존했던 시기에는 중국을 중심으로 하는 동남아시아의 인도양과 서부 태평양에 주로 서식했던 어룡이다. 화석의 발견은 1959년에 중국의 트라이아스기에 형성된 지층에서 고생물학자들에 의해 처음으로 화석이 발견되어 새롭게 명명된 종이다.

## 같이 보기
- 파충류
- 중생대
- 트라이아스기
- 화석